# Čepulje
Čepulje – wieś w Słowenii, w gminie miejskiej Kranj. W 2018 roku liczyła 46 mieszkańców. 